# Алексеев, Алексей Алексеевич (баянист)
Алексей Алексеевич Алексеев (род. 19 ноября 1992 года, Харьков, Украина) — российский исполнитель- баянист. Лауреат всероссийских и международных конкурсов. Солист ансамбля песни и пляски Воздушно-Космических Сил РФ.

## Биография
Алексей Алексеев родился 19 ноября 1992 года в городе Харьков, Украина. В 9 лет начал заниматься на баяне в ДМШ г. Тейкова, Ивановской области, в классе В.И. Мошкина. В 2007 году поступает на отделение народных инструментов в Ивановское Музыкальное училище ( колледж), в класс преподавателя Н.А. Кудрина. По окончании училища, в 2011 году, поступает в Московский государственный институт музыки им. А. Г. Шнитке, к одному из ведущих преподавателей в России А.И. Леденёву. Является стипендиатом Губернатора Ивановской области. Участник Международных фестивалей. Гастролировал по России, Германии, Франции, Турции и Китаю. С 2018 года работает на кафедре народного исполнительского искусства в Московском государственном институте музыки им. А. Г. Шнитке в качестве концертмейстера. 

## Награды и звания
- Всероссийский конкурс «Самоцветы России» - 1я премия ( г. Иваново, 2009, 2010 гг. );
- Смотр - конкурс студентов ССУЗов центрального региона России- 2я премия ( г. Москва, 2011г.);
- Международная олимпиада искусств - 1я премия ( г. Москва, 2011 г.);
- Международный конкурс « Играй баян» - ДИПЛОМАНТ (г. Ржев, 2013 г. );
- 69 Международный конкурс «Coupe Mondiale» ( Кубок Мира) - ДИПЛОМАНТ (г. Ростов на Дону, 2016 г.);
- Международный Форум Классической Музыки – 1я премия (г. Москва, 2016 г. );
- VIII INTERNATIONAL MUSIC COMPETITION - 1я премия ( г. Белград, Сербия. 2017 г.);
- I Всероссийский конкурс "КРАСКИ МУЗЫКИ" - 2я премия ( г. Москва, 2017 г.);
- III Международный конкурс "GRAND MUSIC ART" - 3я премия ( г. Москва, 2017 г.);
- Награжден медалью «Участнику военной операции в Сирии» ( 2017 г.);
- XVI Московский Международный фестиваль "Гармоника - душа России" - лауреат ( г. Москва, 2018 г.);
- Награжден медалью "100 лет войскам связи Вооруженных Сил" ( 2019 г.);
- III Международный конкурс баянистов и аккордеонистов "AccoPremium"  - 1я премия в ансамблевой категории. ( г. Речица, Беларусь, 2019 г.);
- International talent contest "Wiener Träume"  - 1я премия в сольной и ансамблевой категории. ( г. Вена, Австрия, 2020 г.)